# Miran Rudan
Miran Rudan, slovenski pevec zabavne glasbe, * 16. avgust 1965, Zagreb.

## Življenjepis
Rodil se je v Zagrebu, kjer sta tedaj starša živela začasno. Bil je sin edinec mame Slavice Rudan (rojene 26.2.1932), ki je otroštvo preživel v Krškem, kjer je obiskoval osnovno šolo 
Jurija Dalmatina, srednjo šolo pa je končal v Brežicah. Z glasbo se je začel ukvarjati že v osnovni šoli, kjer je pel v zboru. Leta 1984 je zmagal na avdiciji in tako postal član skupine Moulin Rouge. Leta 1985 je postal član skupine Randez Vous, v kateri je nadomestil prejšnjega pevca Wolfa. Z njimi je posnel 3 albume. Leta 1989 pa je postal član skupine Pop Design. Nekaj let je ustvarjal solo, po tem pa se je spet pridružil skupini Pop Design, ki jo je čez nekaj let ponovno zapustil. Največji uspeh je doživel s pesmijo Laure ni več priredbo pesmi Laura non c'è italijanskega pevca Neka. Renesansa uspeha pa je prišla s plesnimi remiksi starejših uspešnic v izvedbi Dee Jay Time DJ Svizca (Boštjan Ikovic, produkcija Dean Windisch). Več uspešnic je bilo tudi poslovenjenih pesmi nemškega pevca Nika P.. Leta 1990 je sodeloval pri zmagovalni skladbi Evrovizijskega festivala v Zagrebu, kjer je skupaj s skupino Pepel in kri spremljal italijanskega pevca Tota Cutugna.
27. oktobra 1999 je Miran Rudan na Tavčarjevi ulici v Ljubljani povzročil smrt kolesarke Majde Marije Kolenik (47), ki jo je zbil z odpiranjem avtomobilskih vrat. Potem je pobegnil s kraja nesreče, mimoidoči pa so videli njegov avto na pol parkiranega na pločniku. Krivdo je vedno zanikal, po dolgih kazenskih postopkih pa je bil obsojen na osem mesecev zapora pogojnega na dve leti. Kemijski izvedenci so potrdili stik med Rudanovim avtom in kolesom. Šele deset let po nesreči sta se sin in hčerka ponesrečenke z Rudanovo zavarovalnico pred sodiščem pogodili za odškodnino.
Miran Rudan je oče treh sinov, s prvo ženo Natašo ima Luko (1991), z drugo ženo Anito pa Nina (2010) in Nika (2012).
Njegov stric je bil znani slovenski klarinetist in glasbenik Albin Rudan.

## Diskografija
- Randez Vous - Debela dek'lca (1985)
- Randez Vous - Zelana je moja dolina (1986)
- Randez Vous - Shopping in Graz (1988)
- Pop Design - Slava Vojvodine Kranjske (1989)
- Miran Rudan Band - Objemi me (1990) (Miran Rudan in Avtomobili)
- Miran Rudan Band - Vračam se (1992) (Miran Rudan in Avtomobili)
- Miran Rudan - 1994 (1994) (Miran Rudan in Avtomobili)
- Miran Rudan - D*E*K*A*D*A (1995)
- Miran Rudan - V srce (1998)
- Miran Rudan - 118701120 (2001)
- Miran Rudan - Arena (2007)
- Pop Design - Petindvajset (2010)

## Nastopi na glasbenih festivalih

### EMA
- 1993: Prepozno je za vse (Mirko Vuksanovič, Miran Rudan - Miran Rudan - Jani Golob) - 10. mesto (39 točk)
- 1998: Cvetje in vrtovi (Tone Košmrlj - Miran Rudan - Marjan Mlakar) - 10. mesto (1.377 telefonskih glasov)